# Comarcas de Navarra

Mapa das comarcas oficiais de Navarra

A Comunidade Foral de Navarra está dividida em 12 regiões — chamadas comarcas em castelhano e eskualdeak em basco — que são pessoas jurídicas constituídas como divisões administrativas locais para prestar serviços de proximidade local. Elas são as sucessoras as antigas divisões do Reino de Navarra, que incluíam uma grande variedade de figuras como a merindade ou o almiradio. Atualmente Navarra está dividida em 12 regiões e 4 sub-regiões desde a Lei Foral 04/2019 aprovada pelo governo foral de Uxue Barkos em 2019. No entanto, o processo de dissolução das entidades anteriores e a criação das novas foi paralisado pelo após o governo de María Chivite, de modo que em 2021 permanecia inacabado, apesar do facto de que as regiões existem oficialmente.
De acordo com a classificação em vigor em 2021, o território navarro está dividido em 16 entidades: 12 regiões e 4 sub-regiões.

## Regiões
Os nomes oficiais das regiões, definidos por lei, são bilingues (em castelhano e em basco).
| Região              | Região                | Municípios | População (2017) | Área (km²) | Densidade (hab./km²) | Capital                  |
| Nome castelhano     | Nome basco            | Municípios | População (2017) | Área (km²) | Densidade (hab./km²) | Capital                  |
| ------------------- | --------------------- | ---------- | ---------------- | ---------- | -------------------- | ------------------------ |
| Baztán-Bidasoa      | Baztan-Bidasoa        | 21 \|      | 22 355           | 914,20     | 24,45                | Elizondo (Baztán)        |
| Zona Media          | Erdialdea             | 19 \|      | 26 069           | 947,23     | 27,52                | Tafalla                  |
| Ribera              | Erribera              | 19 \|      | 87 136           | 1 357,07   | 64,21                | Tudela                   |
| Ribera Alta         | Erriberagoiena        | 8 \|       | 25 567           | 413,83     | 61,78                | Peralta/Azkoien          |
| Tierra Estella      | Estellerria           | 66 \|      | 58 514           | 1 773,12   | 33                   | Estella/Lizarra          |
| Montejurra          | Montejurra            | 55 \|      | 31 688           | 1 238,23   | 25,59                | Estella/Lizarra          |
| Ribera Estellesa    | Estellerriko Erribera | 11 \|      | 26 826           | 534,89     | 50,15                | San Adrián               |
| Pamplona            | Iruñerria             | 36 \|      | 361 574          | 1 025,57   | 352,56               | Pamplona/Iruña           |
| Área Metropolitana  | Metropolialdea        | 16 \|      | 348 137          | 337,51     | 1 031,49             | Pamplona/Iruña           |
| Valles              | Ibarrak               | 20 \|      | 13 437           | 688,06     | 19,53                | Zubiri (Esteríbar)       |
| Valdizarbe-Novenera | Izarbeibar-Novenera   | 20 \|      | 12 967           | 500,85     | 25,89                | Puente la Reina/Gares    |
| Larraun-Leitzaldea  | Larraun-Leitzaldea    | 10 \|      | 8 569            | 467,81     | 18,32                | Leiza/Leitza             |
| Pirineo             | Pirinioak             | 30 \|      | 5 204            | 1 237,75   | 4,2                  | Linzoáin (Erro/Erroibar) |
| Prepirineo          | Pirinioaurrea         | 12 \|      | 5 539            | 479,57     | 11,55                | Aoiz/Agoitz              |
| Sakana              | Sakana                | 15 \|      | 20 185           | 305,50     | 66,07                | Alsasua/Altsasu          |
| Sangüesa            | Zangozerria           | 16 \|      | 9 555            | 664,20     | 14,39                | Sangüesa/Zangoza         |
| Total               | Total                 | 272        | 643 234          | 100 867    | 63,77                |                          |

## Outras classificações

### Comarcas geográficas

Mapa das comarcas geográficas de Navarra

A divisão comarcal de Navarra de Alfredo Floristan e Salvador Mensua segue critérios relacionados com o relevo, clima, vegetação e, por vezes, história. Distingue duas zonas bastante distintas: a norte, La Montaña ("A Montanha"), com oceânico e alpino; a sul La Ribera ("A Ribeira", ou seja, vale no sentido alargado), com clima mediterrânico e continental. Entre ambas situa-se a Navarra Média, uma zona de transição com características mistas da Montaña e da Ribera. Estas grandes zonas são consideradas regiões geográficas que por sua vez se dividem em comarcas. A Montaña é formada pela Navarra Húmida do Nordeste, os Vales Pirenaicos e as Bacias (cuencas) Pré-pirenaicas. A Zona Média está dividida na Navarra Média Ocidental, ou Tierra Estella, e a Navarra Média Oriental. A Ribera, constituída pelas terras a sul, próximas do rio Ebro, divide-se em Ribera Estellesa e Ribera Tudelana.
| Região     | Comarcas                                                                |
| ---------- | ----------------------------------------------------------------------- |
| Montanha   | - Navarra Húmida do Nordeste - Vales Pirenaicos - Bacias Pré-pirenaicas |
| Zona Média | - Navarra Média Ocidental, ou Tierra Estella - Navarra Média Oriental   |
| Ribera     | - Ribera Estellesa - Ribera Tudelana                                    |

#### Montanha
A região de Montaña, situada no norte de Navarra, é uma zona de chuvas abundantes, que diminuem de norte para sul. Em toda a zona predominam as altitudes superiores a 600 metros. O curso superior do rio Arga separa os vales pirenaicos dos vales basco-cantábricos. Os rios escavaram vales estreitos e gargantas apertadas.

##### Navarra Húmida do Nordeste
- Vales cantábricos: Cinco Villas, Urumea, Baztán, Bértiz-Arana, Leizaran, Basaburua Menor, Santesteban e Araiz.

- Vales meridionais: Larraun, Basaburúa Mayor, Ultzama, Anue, Imoz, Atez e Odieta.

- Corredor do Araquil: entre as serras de Serra de Urbasa e de Aralar, formado pelos vales do Araquil e da Burunda e pela Tierra de Aranaz.

##### Vales Pirenaicos
- Vales Pirenaicos Centrais: Esteribar, Erro, Aezcoa e Arce.

- Vales Pirenaicos Orientais: Salazar,  Vale de Roncal e o Almiradío de Navascués.

##### Bacias (cuencas) Pré-pirenaicas
- Cuenca de Pamplona, usualmente chamada simplesmente de La Cuenca.
- Cuenca de Lumbier-Aoiz.

#### Zona Média
É formada por vales e sopés montanhosos; está separada das áreas mais montanhosas pelas serras de Urbasa, Andia, Serra do Perdão, Alaiz, Izco e Leyre. A altitude é maior do que da Ribera. É dividida em duas partes pelo rio Arga, a Ocidental, ou Tierra Estella, e a Oriental.
| Navarra Média Ocidental ou Tierra Estella            |  |                                                                            |  |                                                                           |
| - Vale de Mañeru - Guesálaz - Tierra Estella - Yerri |  | - Las Améscoas - Sopé sul do Montejurra - Valdega (Vale do rio Ega) - Lana |  | - Alto Ega - Somontano de Viana-Los Arcos - La Berrueza - Vale de Aguilar |

| Navarra Média Oriental                  |  |                                 |  |                 |
| - Valdizarbe - Piedemonte Tafalla-Olite |  | - Tierra de Sangüesa - Valdorba |  | - Vale de Aibar |

#### Ribera
Constituída pela zona sul de Navarra. O clima é mediterrânico continental; é árida e seca, com vegetação pobre perene e xerófila. O limite entre a zona Média e a Ribera é difícil de raçar. O seu início é assinalado pela abundância de rochas gipsitas, amplos regadios e grandes povoações. A Ribera divide-se em duas partes, a Ribera Estellesa a oeste e a Ribera Tudelana, a leste.
| Ribera Estellesa         |  |                         |
| - Baixo Ega - Baixo Arga |  | - Vale (Ribera) do Ebro |

| Ribera Tudelana                        |  |                                |
| - Baixo Aragón - Vale (Ribera) do Ebro |  | - Baixo Alhama - Baixo Queiles |

### Zoneamento de 2000

Divisões comarcais conforme o Zoneamento de 2000

O"Zoneamento (zonificación) de 2000" é o nome dado à divisão comarcal definida no estudo "Navarra 2000", a qual é muito utilizada e inclusivamente aceite formalmente por instituições sem relação com o Governo de Navarra, como o ministério espanhol da Agricultura, Pesca e Alimentação, apesar de carecer de regulamentação adequada que permita o seu uso mais generalizado com uma nomenclatura homogénea. Este zoneamento não põe em causa outros já existentes nem os que os departamentos possam definir no futuro.
| Zona                    | Subzona | Área |
| ----------------------- | --- | --- |
| Noroeste:               | Ultzamaldea Norte de Aralar Barranca ou Sakana Baztán Alto Bidasoa ou Malerreka Cinco Villas ou Bortziriak | - 01 Baztán - 02 Cinco Villas - 03 Bertizarana-Malerreka - 04 Basaburua Artea - 05 Araquil - 06 Burunda - 07 Basaburua Barrena - 08 Araiz - 09 Larraun - 10 Ulzama - 11 Atez-Imoz - 12 Olaibar-Ezcabarte - 13 Basaburua             |
| Pirenéus:               | Roncal-Salazar Lumbier Aoiz Auñamendi                                                                      | - 14 Aoiz - 15 Lumbier-Romanzado - 16 Urraúl - 17 Aezcoa sur - 18 Aezcoa norte - 19 Roncesvalles - 20 Estéribar - 21 Valle de Arce - 22 Navascués - 23 Ochagavía - 24 Roncal                                                        |
| Pamplona:               | Cuenca de Pamplona Puente la Reina                                                                         | - 25 Cuenca Centro - 26 Cuenca Noroeste - 27 Cuenca Sudeste - 28 Echauri-Olza - 29 Egúés - 30 Goñi-Ollo - 31 Valdizarbe-Puente la Reina - 32 Artazu-Guirguillano                                                                    |
| Tierra Estella:         | Estella Ocidental Estella Oriental                                                                         | - 33 Ega Alto - 34 Yerri-Guesálaz - 35 Solana - 36 Allo-Oteiza - 37 Améscoas - 38 Los Arcos - 39 Estella Centro - 40 Lana-Zúñiga - 41 Montejurra - 42 Cirauqui-Mañeru - 43 Codés - 44 Viana - 45 Aguilar Occidental - 46 Lazagurría |
| Navarra Media Oriental: | Sangüesa Tafalla                                                                                           | - 47 Valle de Aibar - 48 Cáseda-Gallipienzo - 49 Javier-Yesa - 50 Liédena-Sangüesa - 51 Petilla de Aragón - 52 Artajona-Tafalla - 53 Valdorba - 54 Olite - 55 San Martín - Ujué - 56 Arga Medio                                     |
| Ribera Alta:            | Ribera Arga-Aragón Ribera del Alto Ebro                                                                    | - 57 Ebro Medio - 58 Ebro Alto - 59 Lerín-Sesma - 60 Aragón Medio - 61 Aragón-Arga - 62 Bajo Aragón |
| Tudela:                 | Tudela | - 63 Rio Queiles - 64 Arguedas-Castejón-Valtierra - 65 Buñuel-Cortes-Ribaforada - 66 Cabanillas-Fustiñana - 67 Tudela-Fontellas - 68 Rio Alhama                                                                                     |

### Comarcas agrárias

Comarcas agrárias de Navarra

Este zoneamento  segue critérios principalmente baseados no uso do solo para  atividades económicas.
- Zona Noroeste: predomina a pecuária, quer em prados naturais quer em estábulos.

- Pirenéus: pecuária e floresta

- Pamplona: cereais, com algumas parcelas isoladas de vinha.

- Tierra Estella: nas serras predomina a floresta e a pecuária, com grandes superfícies de pastagens; nas restantes áreas predominam os cereais, vinhas e olivais.

- Navarra Média Oriental: as terras cultivadas são usadas sobretudo para cereais e, em menor escala, para vinhas; há regadios nas várzeas  dos rios, onde se cultiva milho, alfafa e hortícolas.

- Ribera Alta: cerca de 70% dos campos são cultivados; os terrenos de sequeiro usam-se para cereais e vinhas; nas várzeas dos rios produz-se milho girassol, alfafa e hortícolas.

- Tudela: as culturas mais importantes economicamente são de regadio, produzindo-se uma grande variedade de produtos (tomate, pimento, alcachofra, fruta e grandes extensões de milho); em sequeiro são cultivados cereais, vinha, olival, espargo e, em áreas reduzidas, amendoeiras.